# Stardust Memories
Stardust Memories è un film del 1980 scritto, diretto e interpretato da Woody Allen.
Pellicola dalla forte componente autobiografica, il film trae ispirazione dal cinema europeo, in particolare da Federico Fellini e da Ingmar Bergman, due dei punti di riferimento di Allen.
Alla sua uscita nei cinema in Italia, il titolo del film venne tradotto Ricordando Polvere di Stelle dai distributori italiani. Tale titolo non venne più usato in tutte le successive edizioni del film in home video.

## Trama
Un regista comico di successo, Sandy Bates, è in crisi esistenziale: non riesce a mediare la transitorietà del mondo e cerca di esprimere questo in un film ermetico che i suoi produttori cercano in tutti i modi di rendere più commerciale. Costretto a partecipare per un week-end a una rassegna di tutti i suoi film, incontra un gran numero di persone, compreso un gruppo di alieni. Nella stessa occasione Bates incontra Isabelle, ex amante che ha appena lasciato il marito, e Daisy, intellettuale e problematica. Ancora scottato dalla focosa relazione con l'instabile Dorrie, si trova di fronte ad un'altra difficile scelta.
Il titolo ha diversi significati. "Stardust", ossia "polvere di stelle" è in genere riferito a ciò che resta del successo. Inoltre, verso l'inizio del film si vede che "Stardust" è il nome dell'hotel nei cui locali viene presentata la rassegna. Verso la fine però, mentre Sandy crede di stare morendo e si interroga sul significato della sua vita, è il ricordo di un particolare momento con Dorrie, accompagnato dalla canzone di Louis Armstrong Stardust, che gli fornisce la risposta.

## Critica e accoglienza
Allen negò che il film fosse autobiografico ed espresse rammarico circa il fatto che la maggior parte del pubblico lo avesse interpretato in questo modo. Il film divise ampiamente i fan di Allen e la critica, taluni lo definirono il suo capolavoro, altri il suo peggior film.
Stardust Memories debuttò negli Stati Uniti il 26 settembre 1980 circondato da una moltitudine di recensioni negative. Proiettato in 29 cinema, incassò 326 779 dollari (11 268 per sala) nella prima settimana di programmazione. Il film fallì al botteghino, attraendo a lungo andare solo i fan più incalliti di Allen, e totalizzò solo 10 389 003 di dollari prima di essere ritirato definitivamente dalle sale. Gli incassi totali bastarono appena a compensare le spese sostenute per le riprese, ammontate a circa 10 milioni di dollari.
Principalmente la critica rimproverò ad Allen di aver ritratto i propri fan e la stampa specializzata in maniera ridicola e grottesca, stigmatizzando inoltre il troppo calligrafico rimando del film al capolavoro di Federico Fellini 8½.